# Aedes muelleri
Aedes muelleri är en tvåvingeart som beskrevs av Dyar 1920. Aedes muelleri ingår i släktet Aedes och familjen stickmyggor. Inga underarter finns listade i Catalogue of Life.